# Helicoverpa titicacae
Helicoverpa titicacae là một loài bướm đêm trong họ Noctuidae.